# Campionato mondiale maschile under 20 di calcio 1981
Il Campionato mondiale di calcio Under-20 1981 è stata la 3ª edizione del Campionato mondiale di calcio Under-20, organizzato dalla FIFA.
Si è svolto dal 3 al 18 ottobre in Australia ed è stato vinto dalla Germania Ovest.

## Qualificazioni
| Confederazione    | Torneo di qualificazione              | Qualificata/e                                            |
| ----------------- | ------------------------------------- | -------------------------------------------------------- |
| AFC               | AFC Youth Championship 1980           | Corea del Sud Qatar                                      |
| CAF               | African Youth Championship 1981       | Camerun Egitto                                           |
| CONCACAF          | CONCACAF Under-20 Tournament 1980     | Messico Stati Uniti                                      |
| CONMEBOL          | Campionato sudamericano Under-20 1981 | Argentina Brasile Uruguay                                |
| UEFA              | Campionato europeo Under-18 1980      | Germania Ovest Inghilterra Italia Polonia Romania Spagna |
| Nazione ospitante | Nazione ospitante                     | Australia                                                |

## Fase a gironi

### Gruppo A

#### Risultati
| Arbitro: | Tony Boskovic |

|  |           |            |
|  | Marcatori | 73’ Beleal |

| Arbitro: | Emilio Soriano Aladrén |

|  |           |                                         |
|  | Marcatori | 5’ López Báez 60’ Aguilera 67’ da Silva |

| Arbitro: | Tesfaye Gebreyesus |

|           |           |            |
| Devey 43’ | Marcatori | 56’ Beleal |

| Arbitro: | Antonio Márquez Ramírez |

|              |           |  |
| da Silva 58’ | Marcatori |  |

| Arbitro: | Stanislas Kamdem |

|  |           |              |
|  | Marcatori | 52’ Villazán |

| Arbitro: | Tony Boskovic |

|                                             |           |  |
| Rzepka 17’ Kowalik 18’ Dziekanowski 65’ 67’ | Marcatori |  |

#### Classifica
| Squadra     | Pt | G | V | N | P | GF | GS | DR |
| ----------- | -- | - | - | - | - | -- | -- | -- |
| Uruguay     | 6  | 3 | 3 | 0 | 0 | 5  | 0  | +5 |
| Qatar       | 3  | 3 | 1 | 1 | 1 | 2  | 2  | 0  |
| Polonia     | 2  | 3 | 1 | 0 | 2 | 4  | 2  | +2 |
| Stati Uniti | 1  | 3 | 0 | 1 | 2 | 1  | 8  | -7 |

### Gruppo B

#### Risultati
| Arbitro: | Gastón Castro |

|             |           |                                             |
| Mariani 83’ | Marcatori | 7’ Kwak S.H. 12’ 29’ Choi S.H. 88’ Lee K.N. |

| Arbitro: | George Courtney |

|            |           |            |
| Zamfir 82’ | Marcatori | 67’ Leomir |

| Arbitro: | Jorge Eduardo Romero |

|           |           |  |
| Sertov 5’ | Marcatori |  |

| Arbitro: | Jan Redelfs |

|                 |           |  |
| Djalma Baia 52’ | Marcatori |  |

| Arbitro: | Hussein Fahmy Baheig |

|  |           |                                                           |
|  | Marcatori | 48’ Paulo Roberto 61’ Ronaldo Marques 79’ (aut.) Jun J.S. |

| Arbitro: | Bob Valentine |

|  |           |                  |
|  | Marcatori | 56’ (rig.) Gabor |

#### Classifica
| Squadra       | Pt | G | V | N | P | GF | GS | DR |
| ------------- | -- | - | - | - | - | -- | -- | -- |
| Brasile       | 5  | 3 | 2 | 1 | 0 | 5  | 1  | +4 |
| Romania       | 5  | 3 | 2 | 1 | 0 | 3  | 1  | +2 |
| Corea del Sud | 2  | 3 | 1 | 0 | 2 | 4  | 5  | -1 |
| Italia        | 0  | 3 | 0 | 0 | 3 | 1  | 6  | -5 |

### Gruppo C

#### Risultati
| Arbitro: | Lee Woo-Bong |

|                        |           |             |
| S. López 65’ Nadal 74’ | Marcatori | 6’ 78’ Amer |

| Arbitro: | Bob Valentine |

|          |           |  |
| Loose 2’ | Marcatori |  |

| Arbitro: | Rómulo Méndez |

|           |           |                           |
| Loose 35’ | Marcatori | 31’ Helmi 54’ (rig.) Amer |

| Arbitro: | José Luis Martínez Bazán |

|          |           |                     |
| Coss 75’ | Marcatori | 45’ (rig.) S. López |

| Arbitro: | Henning Lund-Sørensen |

|                                  |           |                              |
| Guillén 33’ (aut.) Saleh 64’ 71’ | Marcatori | 18’ Vaca 28’ Farfán 69’ Ríos |

| Arbitro: | Arnaldo César Coelho |

|                           |           |                                        |
| F. López 72’ Fabregat 78’ | Marcatori | 29’ Trieb 47’ 85’ Wohlfarth 55’ Anthes |

#### Classifica
| Squadra        | Pt | G | V | N | P | GF | GS | DR |
| -------------- | -- | - | - | - | - | -- | -- | -- |
| Germania Ovest | 4  | 3 | 2 | 0 | 1 | 6  | 4  | +2 |
| Egitto         | 4  | 3 | 1 | 2 | 0 | 7  | 6  | +1 |
| Messico        | 2  | 3 | 0 | 2 | 1 | 4  | 5  | -1 |
| Spagna         | 2  | 3 | 0 | 2 | 1 | 5  | 7  | -2 |

### Gruppo D

#### Risultati
| Arbitro: | Toshikazu Sano |

|                      |           |  |
| Finnigan 57’ Dey 78’ | Marcatori |  |

| Arbitro: | Alojzy Jarguz |

|                        |           |             |
| Koussas 79’ Hunter 89’ | Marcatori | 66’ Morresi |

| Arbitro: | Toros Kibritjian |

|                             |           |                               |
| Mitchell 9’ Koussas 53’ 78’ | Marcatori | 17’ Olle Olle 35’ 52’ Djonkep |

| Arbitro: | Gianfranco Menegali |

|           |           |            |
| Small 79’ | Marcatori | 57’ Urruti |

| Arbitro: | Mubarak Waleed Saeed |

|  |           |           |
|  | Marcatori | 6’ Cecchi |

| Arbitro: | Ioan Igna |

|           |           |            |
| Small 82’ | Marcatori | 7’ Koussas |

#### Classifica
| Squadra     | Pt | G | V | N | P | GF | GS | DR |
| ----------- | -- | - | - | - | - | -- | -- | -- |
| Inghilterra | 4  | 3 | 1 | 2 | 0 | 4  | 2  | +2 |
| Australia   | 4  | 3 | 1 | 2 | 0 | 6  | 5  | +1 |
| Argentina   | 3  | 3 | 1 | 1 | 1 | 3  | 3  | 0  |
| Camerun     | 1  | 3 | 0 | 1 | 2 | 3  | 6  | -3 |

## Fase a eliminazione diretta
|  | Quarti di finale       | Quarti di finale     |                        |             | Semifinali                | Semifinali                |  |  | Finale                | Finale |
|  |                        |                      |                        |             |                           |                           |  |  |                       |        |
|  | 11 ottobre - Melbourne |                      |                        |             |                           |                           |  |  |                       |        |
|  |                        |                      |                        |             |                           |                           |  |  |                       |        |
|  | Uruguay                | 1                    |                        |             |                           |                           |  |  |                       |        |
|  | Uruguay                | 1                    | 14 ottobre - Melbourne |             |                           |                           |  |  |                       |        |
|  | Romania                | 2                    |                        |             |                           |                           |  |  |                       |        |
|  | Romania                | 2                    | Romania                | 0           |                           |                           |  |  |                       |        |
|  | 11 ottobre - Canberra  |                      | Romania                | 0           |                           |                           |  |  |                       |        |
|  |                        | Germania Ovest (dts) | 1                      |             |                           |                           |  |  |                       |        |
|  | Germania Ovest         | Germania Ovest (dts) | 1                      | 1           |                           |                           |  |  |                       |        |
|  | Germania Ovest         |                      | 18 ottobre - Sydney    | 1           |                           |                           |  |  |                       |        |
|  | Australia              | 0                    |                        |             |                           |                           |  |  |                       |        |
|  | Australia              | 0                    | Germania Ovest         | 4           |                           |                           |  |  |                       |        |
|  | 11 ottobre - Newcastle |                      | Germania Ovest         | 4           |                           |                           |  |  |                       |        |
|  |                        | Qatar                | 0                      |             |                           |                           |  |  |                       |        |
|  | Brasile                | Qatar                | 0                      | 2           |                           |                           |  |  |                       |        |
|  | Brasile                | 14 ottobre - Sydney  |                        | 2           |                           |                           |  |  |                       |        |
|  | Qatar                  | 3                    |                        |             |                           |                           |  |  |                       |        |
|  | Qatar                  | 3                    | Qatar                  | 2           | Finale per il terzo posto | Finale per il terzo posto |  |  |                       |        |
|  | 11 ottobre - Sydney    |                      | Qatar                  | 2           | Finale per il terzo posto | Finale per il terzo posto |  |  |                       |        |
|  |                        | Inghilterra          | 1                      |             |                           |                           |  |  |                       |        |
|  | Inghilterra            | Inghilterra          | 1                      | 4           | Romania                   | 1                         |  |  |                       |        |
|  | Inghilterra            |                      |                        | 4           | Romania                   | 1                         |  |  |                       |        |
|  | Egitto                 | 2                    |                        | Inghilterra | 0                         |                           |  |  |                       |        |
|  | Egitto                 | 2                    |                        |             | 0                         |                           |  |  |                       |        |
|  |                        |                      |                        |             |                           |                           |  |  | 17 ottobre - Adelaide |        |
|  |                        |                      |                        |             |                           |                           |  |  |                       |        |

### Quarti di finale
| Arbitro: | Gianfranco Menegali |

|               |           |                      |
| Berruetta 60’ | Marcatori | 25’ Eduard 84’ Fisic |

| Arbitro: | Antonio Márquez Ramírez |

|                         |           |                         |
| Ronaldo Marques 27’ 78’ | Marcatori | 10’ 54’ 87’ Almuhannadi |

| Arbitro: | Henning Lund-Sørensen |

|               |           |  |
| Wohlfarth 69’ | Marcatori |  |

| Arbitro: | José Luis Martínez Bazán |

|                            |           |                           |
| Webb 41’ 64’ 82’ Cooke 60’ | Marcatori | 28’ (rig.) Amer 40’ Saleh |

### Semifinali
| Arbitro: | Jorge Eduardo Romero |

|                       |           |           |
| Beleal 12’ Alsada 62’ | Marcatori | 70’ Small |

| Arbitro: | Bob Valentine |

|  |           |            |
|  | Marcatori | 103’ Schön |

### Finale per il 3º posto
| Arbitro: | Henning Lund-Sørensen |

|           |           |  |
| Gabor 36’ | Marcatori |  |

### Finale
| Arbitro: | Arnaldo César Coelho |

|                                        |           |  |
| Loose 28’ 66’ Wohlfarth 42’ Anthes 86’ | Marcatori |  |

## Premi
| Scarpa d'oro | Pallone d'oro | Premio Fair-play della FIFA |
| ------------ | ------------- | --------------------------- |
| Mark Koussas | Romulus Gabor | Australia                   |

## Classifica marcatori
| Pos. | Giocatore          | Gol | Minuti |
| ---- | ------------------ | --- | ------ |
| 1    | Taher Amer         | 4   | 252    |
| 1    | Mark Koussas       | 4   | 350    |
| 1    | Ralf Loose         | 4   | 549    |
| 1    | Roland Wohlfarth   | 4   | 558    |
| 5    | Hisham Saleh       | 3   | 270    |
| 5    | Ronaldo Marques    | 3   | 295    |
| 5    | Khalid Almuhannadi | 3   | 360    |
| 5    | Michael Small      | 3   | 450    |
| 5    | Badir Beleal       | 3   | 540    |
| 5    | Neil Webb          | 3   | 540    |